# Zárate (apellido)
Zárate (apellido)
Zárate es un apellido de origen Vasco (Euskadi, País Vasco) de carácter toponímico, tomado del nombre de la localidad de Zárate, concejo del municipio de Zuia, en la provincia de Álava (Eusko Ikaskuntza, n.d.; Municipio de Zuia, n.d.).
Etimología
Deriva del euskera zara (“matorral, zarzal, monte bajo”) y del sufijo -ate (“puerta, paso”), por lo que se interpreta como “puerta o paso del zarzal/bosque” (Eusko Ikaskuntza, n.d.; Dictionary of American Family Names, n.d.).
Origen y casa solar
La casa solar primitiva se sitúa en la vertiente alavesa del Gorbeia, en la aldea de Zárate (Zuia). Las fuentes genealógicas vascas y documentos medievales localizan en esa zona los orígenes del linaje (Eusko Ikaskuntza, n.d.).
Historia y expansión
Desde su epicentro en Álava, el apellido se difundió por la histórica Euskadi (Álava, Bizkaia, Gipuzkoa) y Navarra, expandiéndose después a regiones de Castilla por movilidades demográficas y enlaces matrimoniales. Con la expansión colonial, portadores del apellido pasaron al Nuevo Mundo. Entre los más conocidos figura Agustín de Zárate, cronista del siglo XVI (Zárate, 1555).
Nobleza e hidalguía
Diversas ramas documentaron hidalguía en registros notariales y pleitos de nobleza. También se encuentran pruebas de ingreso ante órdenes militares y chancillerías de la Monarquía Hispánica (Armoriales españoles, s. f.).
Heráldica
Existen varias variantes heráldicas asociadas a las familias Zárate. La versión más difundida describe: en gules, nueve panelas de plata puestas en tres palos. Otras variantes incluyen árboles, águilas y jefes timbrados, según rama y mercedes matrimoniales (Eusko Ikaskuntza, n.d.).
Distribución actual
El apellido es frecuente en España (con mayor concentración en el País Vasco y Navarra) y ampliamente difundido en América Latina, especialmente en Argentina, Chile, Mexico, Uruguay, Paraguay, y Italia (Dictionary of American Family Names, n.d.).
⸻
Referencias
Armoriales españoles. (s. f.). Blasones asociados al apellido Zárate. Repertorios heráldicos.
Dictionary of American Family Names. (n.d.). Zarate. Oxford University Press.
Eusko Ikaskuntza — Auñamendi Eusko Entziklopedia. (n.d.). Zárate. Eusko Ikaskuntza.
Municipio de Zuia. (n.d.). Zárate (aldea, Zuia). Ayuntamiento de Zuia.
Zárate, A. de. (1555). Historia del descubrimiento y conquista del Perú. Amberes.
Wikipedia contributors. (n.d.). Zárate (apellido). En Wikipedia, The Free Encyclopedia.

## Armas y heráldica

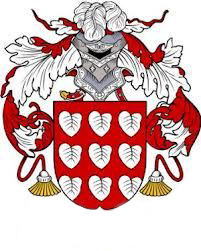
Arma de los del lugar de Zárate

#### Los del lugar de Zárate
En gules, nueve panelas de plata, puestas tres, tres y tres.
La casa de Gernika: en plata, un sauce de sinople, acompañado de cinco panelas del mismo color, dos a cada lado, y la quinta en punta. Los sauces y las panelas son símbolos heráldicos de la Casa de Salcedo, Señores de Ayala, de quien procede el linaje.

#### Los de Zarate
De rojo, nueve panelas de plata puestas en tres palos.
La casa de Gernika: De plata, un árbol verde, acompañado de cinco panelas de lo mismo, dos a cada lado y una en punta.

#### Otros
de oro, cinco panelas rojas puestas en aspa; el Jefe, cosido de oro, con un águila negra, coronada de oro y lampasada de rojo, cargada el ala derecha de una corona imperial y la izquierda de una corona real, las dos de oro.
Partido: 1°, de rojo, una torre redonda de piedra, mazonada y almenada; 2°, de plata, un árbol verde.
Otros añaden a las armas citadas en primer lugar, una bordura de rojo con ocho veneras de oro.
Partido: 1°, de oro, un árbol verde; 2°, de rojo, nueve panelas de plata.
Mantelado en Jefe: Jefe de oro, un águila negra coronada de oro y flanqueada de dos coronas de oro. Mantel de oro con cinco panelas rojas puestas en aspa.

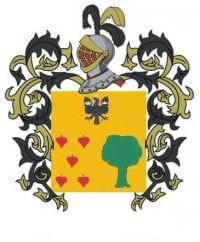
Arma de Zárate

## Significado
El apellido de lengua euskera Zarate, tiene dos componentes. El primero es la palabra zara que se traduce al castellano por bosque o jaral. El segundo componente es la palabra ate que significa paso, puerta, garganta o estrechadura de un valle, desfiladero. Por lo tanto zarako atea significa paso de bosque.

### Casa solar
Según Lope García de Salazar (Bienandanzas e Fortunas, cap. 21), los Zárate proceden de Rodrigo Ortiz de Zárate (c.1200), un hijo bastardo de don Fortún Sánchez de Salcedo, VI señor de Ayala (ver Ayala): "El linaje de Çárate son escuderos antigos en Urcabostas e en Çuya e su fundamiento fue de Rodrigo Ortiz, fijo vastardo de don Furtud Sánchez de Salzedo, Señor de Ayala, que pobló en Çárate e fizo fijos e fijas e moltiplicaron allí. E d'éste, del que ay más memoria fue Juan Ortiz de Çárate, que fue toda su vida Prestamero de Vizcaya por Juan Furtado de Mendoça de Fontecha, que ovo fijos a Estívaris de Çárate e a Rodrigo de Çárate e a Ferrando de Çárate e a Juan de Çárate e a Pero de Larrea de Cornoça. E d'este linaje ay buenos escuderos de aquel solar" (Lope García de Salazar, Bienandanzas e Fortunas, Libro XX).

Los Zárate antigua y noble casa solar en el citado lugar de Zárate, al que dieron nombre, pasando después sus ramas a Marquina de Zuya, Zurbano, Cigoitia, Cuartango, Ondategui y Amurrio, en 1576.

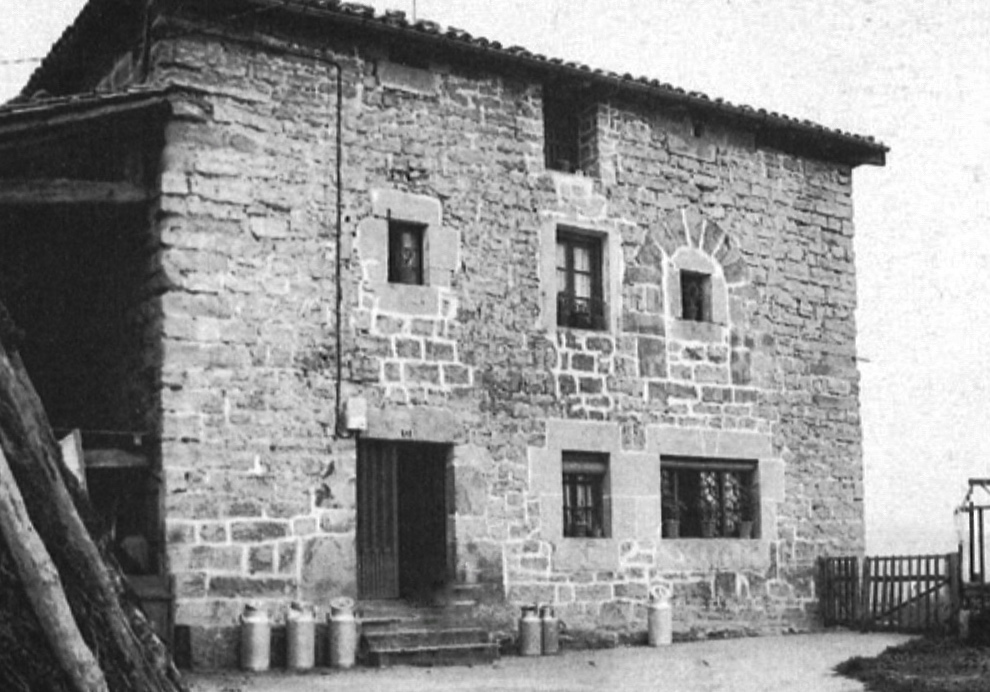
Casa torre de los Zárate, en Zárate.

Su noble casa radicó en Zárate, un pequeño pueblo del municipio de Zuya y de la cuadrilla del mismo nombre, cercano a Murguía (Araba), situado a 730 metros sobre el nivel del mar, en la vertiente alavesa del monte Gorbea, que separa Álava de Vizcaya. Según el nomenclátor foral de Álava, de 1999, ese año contaba con 25 habitantes. El apellido se extendió a Marquina de Zuya, Zurbano, Cigoitia, Ondategui y Urcabustaiz (Álava). También hay representantes de este linaje en Guernica, Lumo, Arratia (Vizcaya), y en Guipúzcoa. Es el mismo linaje del apellido Baccho de Zárate.